# نوپسرها فاشیاتا
نوپسرها فاشیاتا یک گونه سوسک از خانوادهٔ سوسک‌های شاخک‌دراز است. پروفسور پر اولوف کریستوفر آوریویلیوس در سال ۱۹۰۷ این گونه را توصیف و بررسی کرد. این گونه در کشورهای گینه، گینه استوایی، گابن، کنگو، غنا، توگو، اوگاندا، کامرون و نیجریه یافت شده است.

## زیرگونه‌ها
- Nupserha fasciata téocchii F. Vitali & C. Vitali، 2012
- Nupserha fasciata fasciata Aurivillius، 1907